# ایستگاه متروی خیام (تهران)
ایستگاه متروی خیام، یکی از ایستگاه‌های متروی تهران است که در خیابان خیام  واقع شده‌است. این ایستگاه در خط ۱ متروی تهران واقع شده‌است.

## ایستگاه موزه
در اسفند ۱۳۹۹ در ایستگاه مترو خیام، ایستگاه‌موزه فرش برپا شد.